# Privilegi cristià
El "privilegi cristià" és un suposat avantatge social que es concedeix a cristians a la societat. Això sorgeix de la presumpció que la creença cristiana és una norma social, que condueix a la marginació dels no religiosos i dels membres d'altres religions mitjançant institucions o persecució religiosa. El privilegi cristià també pot conduir a la negligència del patrimoni cultural i de les pràctiques religioses dels forasters.

## Visió general
El privilegi cristià és un tipus de privilegi de grup dominant on les actituds i les creences inconscients o conscients dels cristians fan avantatge als cristians sobre els no cristians. Els exemples inclouen opinions que les creences no cristianes són inferiors o perilloses, o que aquells que s'adhereixen a creences no cristianes són amorals, immorals, pecaminosos, o equivocats. Aquests prejudicis impregnen les institucions socials establertes, estan reforçats per la societat més àmplia i han evolucionat com a part de la seva història. Un cas molt estudiat és el de la societat nord-americana.
Lewis Z. Schlosser observa que l'exposició al privilegi cristià trenca un "tabú sagrat" i que "existeixen pressions tant subtils com evidents per garantir que aquests privilegis continuen sent exclusivament dominants dels cristians. Aquest procés és bastant similar a la forma en què els blancs i els homes continuen (conscient i inconscientment) assegurant el privilegi dels seus grups racials i de gènere ". : p.47
Hi ha una jerarquia de privilegis cristians als Estats Units. Les denominacions protestants blanques tenen major grau de privilegi que les confessions cristianes minoritàries. Aquests grups inclouen Esglésies afroamericanes, Hispans cristians i llatins, Gent amish, Menonita, Quàquers, Adventistes del Setè Dia, Testimonis de Jehovà, seguidors de l' Església Ortodoxa Oriental, Científics cristians, Mormons i, en alguns casos, Catòlics.
Quan els grups cristians dominants imposen les seves normes, valors i perspectives a les persones amb creences diferents, aquestes persones són vistes en termes de justícia social com oprimides. Aquests valors s'imposen "sobre institucions per particulars i sobre persones per institucions". : p.19 Aquests valors socials i culturals defineixen idees de bé i de mal, salut i malaltia, normalitat i desviació, i com s'ha de viure la vida. Els valors socials del grup dominant serveixen per justificar i racionalitzar l'opressió social, mentre que els membres del grup dominant poden no ser conscients de les maneres en què són privilegiats a causa de la seva pròpia identitat social; segons McIntosh "descarregar" la motxilla al·legòrica de privilegis (de qualsevol tipus) consisteix a prendre consciència i desenvolupar la consciència crítica de la seva existència i de com afecta la vida quotidiana tant dels que tenen com dels que no tenen aquest privilegi.

## Història
Alexis de Tocqueville, el politòleg i diplomàtic francès, va viatjar a través dels Estats Units durant nou mesos entre 1831-1832, realitzant investigacions per al seu llibre "Democracy in America '". Va assenyalar una paradoxa de la religió als EUA. Per una banda, els Estats Units es van promocionar a tot el món com un país que valorava tant la "separació de l'Església i l'Estat", com la llibertat i la tolerància religiosa. D'altra banda, "No hi ha cap país al món on la religió cristiana mantingui una influència més gran sobre les ànimes dels homes que a Amèrica". : pp.303–304 Va explicar aquesta paradoxa proposant que sense una religió governamental oficialment sancionada, les confessions cristianes es van veure obligades a competir entre elles i promocionar-se per atraure i mantenir els feligresos, fent així la religió encara més forta. Tot i que el govern no donava suport a les esglésies cristianes com a tals, Tocqueville va argumentar que la religió havia de ser considerada la primera institució política a causa de l'enorme influència que les esglésies van tenir en el procés polític.
Tot i que de Tocqueville va afavorir la democràcia a l'estil dels Estats Units, va trobar la seva principal limitació en la limitació del pensament independent i de les creences independents. En un país que va promoure la noció que la majoria governa, això va silenciar efectivament les minories pel que Tocqueville va anomenar la "tirania de la majoria". Sense garanties específiques dels drets de les minories, drets religiosos de les minories: hi ha un perill de dominació religiosa sobre les minories religioses i els no creients. i l'estàndard s'apliquen per igual als altres.
Un altre viatger als Estats Units, teòric social Gunnar Myrdal va examinar la societat dels Estats Units després de la Segona Guerra Mundial i va assenyalar una contradicció, que va qualificar de "un dilema americà". Va trobar un compromís primordial amb la democràcia, la llibertat, la llibertat, la dignitat humana i els valors igualitaris, convivint al costat de patrons profunds de discriminació racial, el privilegi dels blancs i la subordinació dels pobles de color. Aquesta contradicció ha estat reformulada per a la consideració contemporània per l'erudita religiosa, Diana Eck:
| « | El nou dilema americà és un pluralisme religiós real i planteja desafiaments a les esglésies cristianes d'Amèrica tan difícils i divisives com les de raça. Avui, la invocació d'una Amèrica cristiana adopta un nou conjunt de tensions com la nostra creix la població de veïns musulmans, hindús, sikhs i budistes. L'ideal d'una Amèrica cristiana contradiu l'esperit, si no la lletra, del principi fonamental de llibertat religiosa d'Amèrica " | » |

## Hegemonia cristiana
El concepte d 'hegemonia descriu les maneres en què un grup dominant, en aquest cas principalment cristians dels EUA, difon les seves construccions socials "dominants" com a sentit comú, normatiu, o fins i tot universal, tot i que la majoria dels habitants del món no són cristians. L'hegemonia cristiana també accepta el cristianisme com a part del natural ordre, fins i tot de vegades per aquells que estan marginats, desempoderats o invisibilitzats per aquest. Així, l'hegemonia cristiana ajuda a mantenir la marginalitat d'altres religions i creences. Segons Beaman, "l'oposició binària d'igualtat / diferència es reflecteix en protestant / minoritària religió en la qual el protestantisme principal és representatiu del "normal" ". : p.321
El filòsof francès, Michel Foucault, va descriure com s'avança l'hegemonia d'un grup dominant mitjançant "discursos". Els discursos inclouen les idees, expressions escrites, fonaments teòrics i llenguatge de la cultura dominant. Segons Foucault, els discursos del grup dominant impregnen les xarxes de control social i polític, que va anomenar "règims de la veritat",:p.133 i quina funció legitima què pot dit, qui té l'autoritat per parlar i ser escoltat, i què s'autoritza com a veritat o com a veritat.

## Omnipresència
El privilegi cristià a nivell individual es produeix en el proselitisme per convertir o reconvertir no cristians al cristianisme. Mentre que molts cristians consideren el proselitisme com el regal de Jesús als no cristians, alguns no creients i persones d'altres religions poden veure això com una imposició, manipulació o opressió.
Les institucions socials, incloses les entitats educatives, governamentals i religioses, entre d'altres, mantenen i perpetuen polítiques que expliquen o promouen explícitament o implícitament alguns grups tot limitant l'accés, excloent o fent invisibles altres grups basats en la identitat social i l'estatus social.
Les formes d'opressió obertes, quan un grup dominant tiranitza un grup subordinat, per exemple, l'apartheid, l'esclavitud i la neteja ètnica, són òbvies. No obstant això, el privilegi de grup dominant no és tan obvi, especialment per als membres de grups dominants. estan incrustats en normes, hàbits i símbols inqüestionables, en els supòsits subjacents a les normes institucionals i a les conseqüències col·lectives de seguir aquestes regles ". La seva relativa invisibilitat facilita la dominació cristiana i, a causa d'aquesta invisibilitat, no s’analitza ni s’enfronta. La dominància es percep com a poc notable o "normal". Per exemple, alguns simbolismes i rituals associats a les festes religioses poden semblar lliures de religió. Tanmateix, aquesta mateixa secularització pot enfortir el privilegi cristià i perpetuar l'hegemonia cristiana dificultant el reconeixement i, per tant, eludir els requisits constitucionals per a la separació de la religió i el govern. El privilegi cristià i l'opressió religiosa existeixen en una relació simbiòtica. L'opressió envers els no cristians dona lloc al privilegi cristià, i el privilegi cristià manté l'opressió envers les persones i les comunitats de fe no cristianes.
Estudiosos i juristes debaten sobre l'abast exacte de la llibertat religiosa protegida per la Primera Esmena. Per exemple, no és clar si la modificació requereix que les minories religioses estiguin exemptes de lleis neutrals. (Per exemple, la Clàusula d'exercici lliure exigeix que el Congrés eximeixi els militants religiosos dels pacifistes religiosos?) Però, com a mínim, prohibeix al Congrés, segons les paraules de James Madison, obligar els homes a adorar Déu de qualsevol manera contrària a la seva consciència ".

## Crítica
Segons Schlosser, molts cristians rebutgen la noció que tinguin cap privilegi afirmant que totes les religions són essencialment les mateixes. Per tant, no tenen ni més ni menys beneficis que els membres d'altres comunitats de fe. Blumenfeld assenyala les objeccions que alguns dels seus estudiants universitaris plantegen quan discuteixen els privilegis cristians relacionats amb la celebració de les festes cristianes. Els estudiants, assenyala, afirmen que moltes de les celebracions i decoracions no tenen res a veure amb la religió com a tal, i no representen el cristianisme, sinó que formen part de la cultura nord-americana, no obstant això, es podria considerar un exemple més de privilegi.
De la mateixa manera, alguns afirmen que la importància religiosa de les pràctiques culturals no prové del cristianisme, sinó d'una tradició judeocristiana. Beaman argumenta que "això oculta la penetració de l'antisemitisme al món modern". : 322
Alguns afirmen que el concepte de privilegi cristià no és correcte. James Madison, en el seu primer acte públic significatiu, es va oposar a l'ús de la "tolerància" a l'article, creient que implicava que la llibertat religiosa era una subvenció de l'estat que es podia revocar a voluntat. La Convenció de Virgínia va acceptar i es va modificar l'article XVI per deixar clar que "el lliure exercici de la religió" és un dret, no un privilegi atorgat per l'Estat.
Mark David Hall, (Dr. en Filosofia) defensa que 
| « | Els fundadors dels Estats Units van creure que era admissible que els governs nacionals i estatals fomentessin el cristianisme, però pot ser que això ja no sigui prudencial al nostre país cada vegada més plural. Tot i això, la Constitució no exigeix una política secular i hauríem de desconfiar de juristes, polítics i acadèmics que retirarien la religió de la plaça pública. Sens dubte, hauríem de rebutjar els arguments segons els quals els fundadors nord-americans pretenien que la Primera Esmena prohibís els programes neutres que donessin suport a les agències de serveis socials basades en la fe, escoles religioses i similars. | » |

Estudiosos i juristes debaten sobre l'abast exacte de la llibertat religiosa protegida per la Primera Esmena. Per exemple, no és clar si la modificació requereix que les minories religioses estiguin exemptes de lleis neutrals. (Per exemple, la Clàusula d'exercici lliure exigeix que el Congrés eximeixi els militants religiosos dels pacifistes religiosos?) Però, com a mínim, prohibeix al Congrés, segons les paraules de James Madison, obligar els homes a adorar Déu de qualsevol manera contrària a la seva consciència ".